# Броклисс, Лоуренс
Лоуренс Броклисс (англ. Laurence Brockliss; род. 1950) — британский историк, специалист по образованию, науке и медицине в ранних современных Франции и Британии, также занимающийся историей европейских идей. Эмерит-профессор Оксфорда, эмерит-феллоу оксфордского колледжа Магдалины, в 1984—2017 его тьютор. На протяжении 15 лет работал на факультете истории Оксфордского университета. Член Британской академии (2019).
Автор книг French Higher Education in the Seventeenth and Eighteenth Centuries (Oxford University Press: Oxford, 1987), The Medical World of Early Modern France (1997), Calvet’s Web (2002), Nelson’s Surgeon (2005). Автор однотомника по истории Оксфордского университета.